# Le divorce
Le divorce (br: À Francesa / pt: O Divórcio) é um filme franco-estadunidense de 2003, dos gêneros comédia romântica e comédia dramática, realizado por James Ivory. O roteiro foi escrito por Ruth Prawer Jhabvala e James Ivory, e é baseado num romance de Diane Johnson.
O filme foi filmado em Paris em locais como Café de Flore, Torre Eiffel, Museu do Louvre e Salle Gaveau. Elevadores da Torre Eiffel, escadas e vários níveis são vistos extensivamente perto do final do filme. A música-tema da abertura foi "Qu'est-ce qu'on attend pour être heureux" de Paul Misraki, cantada por Patrick Bruel e Johnny Hallyday do CD "Entre deux" de Bruel. A música título final foi "L'Anamour", de Serge Gainsbourg, cantada por Jane Birkin em seu CD "Version Jane".

## Sinopse
Isabel Walker é uma rapariga estadunidense que parte para a Europa, mais propriamente para a França, com a intenção de visitar sua irmã Roxeanne, que está grávida e foi abandonada pelo seu marido. Ao chegar ao seu destino, Isabel acaba por se apaixonar por Edgard, um diplomata francês que é igualmente casado e também tio de Roxeanne.

## Elenco
- Kate Hudson .... Isabel Walker
- Naomi Watts .... Roxeanne de Persand
- Glenn Close .... Olivia Pace
- Marie-Christine Adam .... Amélie Cosset
- Thierry Lhermitte .... Edgar Cosset
- Melvil Poupaud .... Charles-Henri de Persand
- Matthew Modine .... Tellman
- Sam Waterston .... Chester Walker
- Stockard Channing .... Margeeve Walker
- Thomas Lennon .... Roger Walker
- Jean-Marc Barr .... Maitre Bertram
- Romain Duris .... Yves
- Catherine Samie .... Madame Florian
- Esmée Buchet-Deàk .... Gennie de Persand
- Samuel Labarthe .... Antoine de Persand
- Leslie Caron .... Suzanne de Persand
- Nathalie Richard .... Charlotte de Persand
- Bebe Neuwirth .... Julia Manchevering
- Rona Hartner .... Magda Tellman
- Stephen Fry .... Piers Janely
- Sandrel Lonnoy .... camareira
- Jean-Marie Lhomme .... oficial da imigração
- Jean-Jacques Pivert

## Lançamento

### Recepção
Le Divorce recebeu em grande parte comentários mistos a comentários negativos. Ele tem uma classificação de 38% em Rotten Tomatoes e um 51 metascore em Metacritic. O crítico de cinema Roger Ebert deu ao filme três de quatro estrelas e sentiu que não "funcionava em seu nível pretendido, porque não nos importamos o suficiente com as interações do elenco enorme. Mas funciona de outra maneira, como um sofisticado e retrato conhecedor de valores em colisão ". Em sua resenha para o New York Times, A. O. Scott escreveu: "Como é, Le Divorce é de bom gosto, mas quase totalmente sem sabor. É um trabalho difícil de se sentar através de uma comédia feita por cineastas com tão pouco senso de oportunidade. e sem senso de humor evidente ". Entertainment Weekly deu ao filme uma nota "C" e Owen Gleiberman escreveu: "Estou desapontado por relatar que Hudson e Watts não têm química como irmãs, talvez porque Watts nunca pareça a artista expatriada que ela deveria estar interpretando". Em sua resenha para o Village Voice, David Ng escreveu: "Na verdade, com um grande número de estrelas intercontinentais que têm pouco a fazer, Le Divorce incorpora estranhamente seu ambiente bilíngüe privilegiado. Na pior das hipóteses, sugere um documentário de sua pródiga festa". Glenn Kenny da revista Premiere, deu ao filme três de quatro estrelas e escreveu: "O filme é um bom retorno para Ivory e companhia, bem como um trecho bem-vindo para Kate Hudson, cujos talentos luminosos, eu temo, vão estar escondidos sob alqueires de comédias românticas estúpidas de Hollywood no futuro previsível.". Em sua resenha para o The New York Observer, Andrew Sarris escreveu: "A maior conquista do filme, no entanto, é manter uma variedade estonteante de personagens sem nenhuma violação de boas maneiras, e sem descender a estereótipos fáceis e caricaturas".

### Bilheteria
Le Divorce recebeu um lançamento inicial limitado em 8 de agosto de 2003, em 34 cinemas, onde arrecadou US$ 516,834 no primeiro final de semana. Foi lançado em 29 de agosto de 2003, em 701 cinemas, onde arrecadou US$ 1.5 milhão no primeiro fim de semana. O filme arrecadou US$ 9 milhões na América do Norte e US $ 3.9 milhões no resto do mundo, para um total mundial de US $ 12.9 milhões.

## Prémios e nomeações
- Ganhou o Prémio Wella de melhor actriz (Naomi Watts) no Festival de Veneza.